# Lisa Wallbutton
Lisa Wallbutton (14 de janeiro de 1986) é uma basquetebolista neozelandesa.

## Carreira
Lisa Wallbutton integrou a Seleção Neozelandesa de Basquetebol Feminino em Pequim 2008, terminando na décima posição.